# Paraíso Relax (Casa de masajes)
Paraíso Relax (Casa de masajes) es una película de Argentina en colores dirigida por Emilio G. Boretta según el guion de Carlos Cerutti, Daniel Di Conza y Fernando Molina que se estrenó el 7 de abril de 1988 y que tuvo como principales intérpretes a Jorge Corona, Guillermo Francella, Yuyito González y Fernando Siro.

## Sinopsis
Con el dinero de un negocio mafioso un vendedor ambulante y su hermano montan una casa de masajes.

## Reparto
- Jorge Corona
- Guillermo Francella
- Yuyito González
- Fernando Siro
- Beatriz Salomón
- Fabián Bagnato
- Ana María Giunta
- Carlos Rotundo
- Silvia Peyrou
- Thelma del Río
- Jorge de la Riestra
- Selva Mayo
- Gerardo Baamonde
- Liliana Pécora
- Emilio Vidal
- Max Berliner
- Coco Álvarez
- Andrés Vicente
- Lía Crucet

## Comentarios
Adolfo C. Martínez en La Nación opinó:

«Los argumentistas del film no aguzaron demasiado el ingenio... el director... puso todo el énfasis posible en resaltar los chistes y situaciones muy subidas de tono.»

Marcelo Fernández en El Cronista Comercial dijo:

«Chistes verdes y muchas vedettes.»

Manrupe y Portela escriben:

«Vulgar película de ocasión y la oportunidad de ver en el cine al monologuista Jorge Corona fuera de su ámbito.»